# Cacosternum striatum
Cacosternum striatum är en groddjursart som beskrevs av FitzSimons 1947. Cacosternum striatum ingår i släktet Cacosternum och familjen Pyxicephalidae. IUCN kategoriserar arten globalt som livskraftig. Inga underarter finns listade.